# Sofiane Djeffal
Sofiane Djeffal (Nantes, 19 aprile 1999) è un calciatore francese, centrocampista del Lexington.

## Carriera
Cresciuto nel settore giovanile del Nantes, nel 2018 si è trasferito negli Stati Uniti dove ha giocato con gli Oregon State Beavers, la squadra che rappresenta l'Università statale dell'Oregon. Durante il periodo universitario ha disputato anche due incontri nell'USL League Two con i Portland Timbers U23.
Scelto dal D.C. United al 36º turno dell'MLS SuperDraft 2022 l'11 gennaio, ha firmato il suo primo contratto professionistico con il club il 25 febbraio successivo. Due giorni dopo ha fatto il suo debutto in MLS nella vittoria per 3-0 contro il Charlotte FC. Non avendo trovato un accordo per il rinnovo contrattuale, il 17 novembre 2022 è stato acquistato dall'Austin FC per la stagione 2023.

## Statistiche

### Presenze e reti nei club
Statistiche aggiornate al 22 novembre 2022.
| Stagione        | Squadra              | Campionato      | Campionato | Campionato | Coppe nazionali | Coppe nazionali | Coppe nazionali | Coppe continentali | Coppe continentali | Coppe continentali | Altre coppe | Altre coppe | Altre coppe | Totale | Totale |
| Stagione        | Squadra              | Comp            | Pres       | Reti       | Comp            | Pres            | Reti            | Comp               | Pres               | Reti               | Comp        | Pres        | Reti        | Pres   | Reti   |
| --------------- | -------------------- | --------------- | ---------- | ---------- | --------------- | --------------- | --------------- | ------------------ | ------------------ | ------------------ | ----------- | ----------- | ----------- | ------ | ------ |
| 2019            | Portland Timbers U23 | USL2            | 2          | 0          |                 | -               | -               |                    | -                  | -                  |             | -           | -           | 2      | 0      |
| 2022            | D.C. United          | MLS             | 28         | 0          | USOC            | 0               | 0               |                    | -                  | -                  |             | -           | -           | 28     | 0      |
| 2023            | Austin FC            | MLS             | 0          | 0          | USOC            | 0               | 0               |                    | -                  | -                  |             | -           | -           | 0      | 0      |
| Totale carriera | Totale carriera      | Totale carriera | 30         | 0          |                 | 0               | 0               |                    | -                  | -                  |             | -           | -           | 30     | 0      |